# Hosni Mubarak
Mohamed Hosni Sajid Mubarak (arabsko محمد حسني سيد مبارك, Predloga:IPA-arz, Muḥammad Ḥusnī Sayyid Mubārak), egiptovski politik in general, * 4. maj 1928, † 25. februar 2020, Kairo.
Bil je 4. predsednik Egipta, ki je vladal med letoma 1981 in 2011, kar pomeni, da je bil najdlje vladar Egipta po Mohamedu Ali Paši. Med letoma 1975 in 1981 je bil podpredsednik Egipta, pred tem pa je bil poveljnik Egiptovskega vojnega letalstva (1972-75).
25. januarja 2011 so se pričeli egiptovski protesti, katerih glavna zahteva je bila Mubarakov odstop s predsedniškega mesta. 1. februarja 2011 je Mubarak oznanil, da ne bo več kandidiral na predsedniških volitvah istega leta. 5. februarja so mediji poročali, da so višji člani Mubarakove stranke, vključno z njim, odstopili s položajev v stranki.
11. februarja, po 18 dneh protestov, je podpredsednik Omar Sulejman oznanil, da je Mubarak odstopil kot predsednik Egipta, pri čemer je avtoriteto prestavil na Vrhovni svet Oboroženih sil Egipta.